# Moulin de Saivelette
De Moulin de Saivelette is een voormalige watermolen op de Julienne, gelegen aan de Rue Saivelette, in de tot de Belgische gemeente Blegny behorende plaats Saive, in de buurtschap Saivelette.
Deze bovenslagmolen fungeerde als korenmolen.
Reeds in de 13e eeuw was er sprake van een watermolen op deze plaats. Toen in 1971 de autoweg A3 werd aangelegd, ging dit ten koste van een deel van het molenhuis. Hierbij werd ook de loop van de Julienne verlegd. Het bovenslagrad en het binnenwerk van de molen waren reeds eerder verwijderd.